# Norton (Nuevo Brunswick)
Norton es una parroquia canadiense situada en la provincia de Nuevo Brunswick.

## Superficie
Norton tiene una superficie de 144,77 km².

## Demografía
En 2021, tenía 1325 habitantes, una densidad poblacional de 9,2 hab./km², y 550 viviendas.